# سیروس برزو

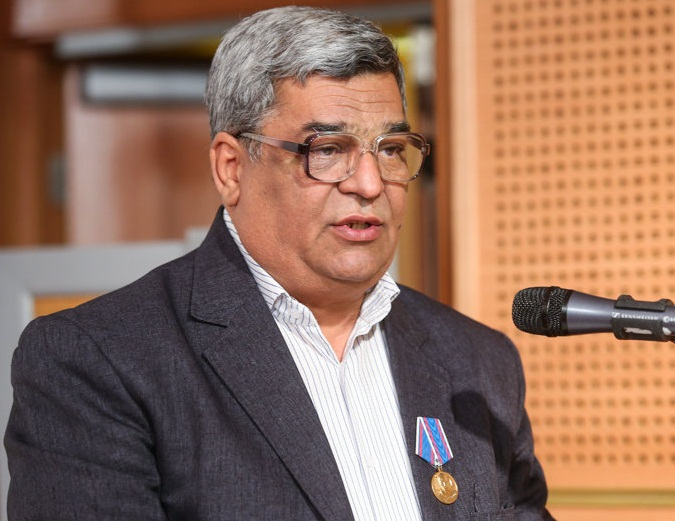
سیروس برزو

سیروس برزو، استاد دانشگاه، روزنامه‌نگار، نویسنده، پژوهشگر و مروج علوم فضایی بود که در ۳۱ خرداد ۱۳۳۲ هجری شمسی در شهر سرخس خراسان رضوی به دنیا آمد. وی در تاریخ ۱۳ مهر ۱۳۹۹ در اثر ابتلا به کووید ۱۹ درگذشت.
او یکی از قدیمی‌ترین روزنامه‌نگاران علم در ایران بود که فعالیت‌های مطبوعاتی خود را از سال ۱۳۵۹ هجری شمسی در ماهنامه دانشمند آغاز کرد. برزو در دهه ۱۳۶۰ سردبیر نشریه کیهان علمی بود و سپس ماهنامه «مرزهای بیکران فضا» در سال ۱۳۶۹ (۱۳۶۹ تا ۱۳۷۲) بنیان گذاشت؛ که این نشریه به عنوان اولین نشریه‌های ایران بود که تمامی کارهای آن اعم از حروف‌چینی، صفحه‌آرایی، اسکن توسط رایانه انجام می‌شد. سیروس برزو بیش از ۱۷۰۰ مقاله در نشریه‌های دانشمند، دانستنیها، آسمان شب، اطلاعات علمی، نوآور، هوافضا، فضانورد، فناوری فضایی نوشته‌است.
برزو از دوران نوجوانی با هدایت یکی از آموزگاران خود، کلکسیونی از عکس‌ها و یادمان‌های فضایی را جمع‌آوری و به دانش و فن‌آوری فضایی علاقه‌مند شده بود. وی بعدها به عنوان دبیر حرفه‌وفن به استخدام آموزش و پرورش درآمد.فضانوردان نامداری چون گئورگی گرچکو،الکساندر بالندین،ویکتور گارباتکو، سالیجان شریپف،الکساندر الکساندروف، والدیمیر الزوتیکن و... به دعوت برزو به ایران سفر کرده و در نمایشگاه‌ها و همایش‌های فضانوردی متعددی در شهرهای مختلف حضور یافته بودند.
از دیگر فعالیت‌های سیروس برزو می‌توان به تدریس زبان فارسی در دانشگاه‌های روسیه، تأسیس مرکز فرهنگی فردوسی در مسکو، تأسیس و سردبیری ماهنامه «پیوند» به زبان‌های فارسی و روسی اشاره کرد.
در سال ۱۳۹۲ جایزه انجمن ترویج علم ایران به او اهداء شد که در اعتراض به «بی‌توجهی‌ای مسئولان سازمان فضایی ایران به امر ترویج دانش فضایی و وضعیت نابسامان مروجان فضانوردی در ایران» از پذیرش آن خودداری کرد.

## یادمان‌های فضایی
سیروس برزو در طول دوستی با فضانوردان مختلف جهان علی‌الخصوص روسیه و آمریکا، مجموعه‌ای از یادمان‌های فضایی را در مدت زیادی جمع کرده‌است که در قالب نمایشگاه در سال‌های مختلف در تهران، اصفهان و دامغان به نمایش عموم درآمده‌است.
برزو در سال ۱۳۸۵ به کمک پاول وینوگرادوف، فضانورد روسی کارت‌پستال‌هایی از مینیاتورهای محمود فرشچیان را به فضا ارسال کرد. همچنین در سال ۱۳۹۰ به همت او نخستین قرآن چاپ جمهوری اسلامی ایران توسط الکساندر کالری، فضانورد روس به ایستگاه فضایی بین‌المللی برده شد.
از جمله این یادمان‌ها می‌توان به تمبرهای فضایی، بسته‌های غذایی فضانوردان، عکس‌های امضاءشده توسط فضانوردان سرشناس، ماکت موشک‌ها و فضاپیماهای سرنشین‌دار، پوسترهای آموزشی و اینفوگراف‌های مرتبط به تاریخ فضانوردی، مدال‌ها و الواح یادبود، اشیای بازگشته از ایستگاه فضایی بین‌المللی، اشیاء شخصی فضانوردان از جمله دستکش فضانوردی گوردون کوپر، فضانورد آمریکایی، لباس فضانورد مسلمان سالیژان شالیپوف و غیره اشاره کرد. این نمایشگاه هنوز در مکان معینی جای داده نشده‌است و به‌دلیل بی‌اعتنایی مسئولین مربوطه بارها تعطیل شده‌است. حتی سیروس برزو از فروش این مجموعه یادمان، خبر داده‌است.

## آثار

### تألیفات
- در آرزوی پرواز‏‫، تهران، نشر آذینه‏‫، ۱۳۹۲. ‏‫۳۴۲ص (مصور‏‫). شابک: ‭۹۷۸-۶۰۰-۹۳۶۷۶-۲-۷‬[۱۴]
- نخستین‌های فضانوردی: از آغاز تا امروز، چاپ اول: ن‍ش‍ر دری‍ا، ۱۳۶۹. چاپ دوم: نشر ابراهیم‏‫، ۱۳۸۸. ‏‫۱۲۸ص (مصور‏‫). شابک: ۹۷۸-۹۶۴-۹۳۷۷۴-۱-۴[۱۵]
- ف‍ض‍ا و ف‍ض‍ان‍وردی‏‫، تهران، ن‍ش‍ر روی‍ش، ۱۳۶۹. ۷۸ص (مصور‏‫).[۱۶]
- حوادث فضایی، تهران، نشر ابراهیم، ۱۳۸۸. ۱۲۳ص (مصور‏‫). شابک: ‭۹۷۸-۹۶۴-۹۳۷۷۴-۴-۵[۱۷]
- یوری گاگارین، دهقان‌زاده‌ای که راه فضا را گشود، تهران، نشر برازنده، ۱۳۹۴. ۶۴ص (مصور‏‫). شابک: ‭ ‏‫‬‭۹۷۸-۹۶۴-۹۳۰۶۹-۱-۹[۱۸][۱۹]
- راه‍ن‍م‍ای س‍ف‍ر ب‍ه م‍س‍ک‍و، مسکو، ماهنامه پیوند، ۱۳۸۲. ۲۳۱ص.[۲۰]
- سفر به فضا، تهران، نشر ابراهیم، ۱۳۸۹. ۶۳ص (مصور، رنگی). شابک: ‭۹۷۸-۹۶۴-۹۳۷۷۴-۷-۶[۲۱]